# Subaru Leone

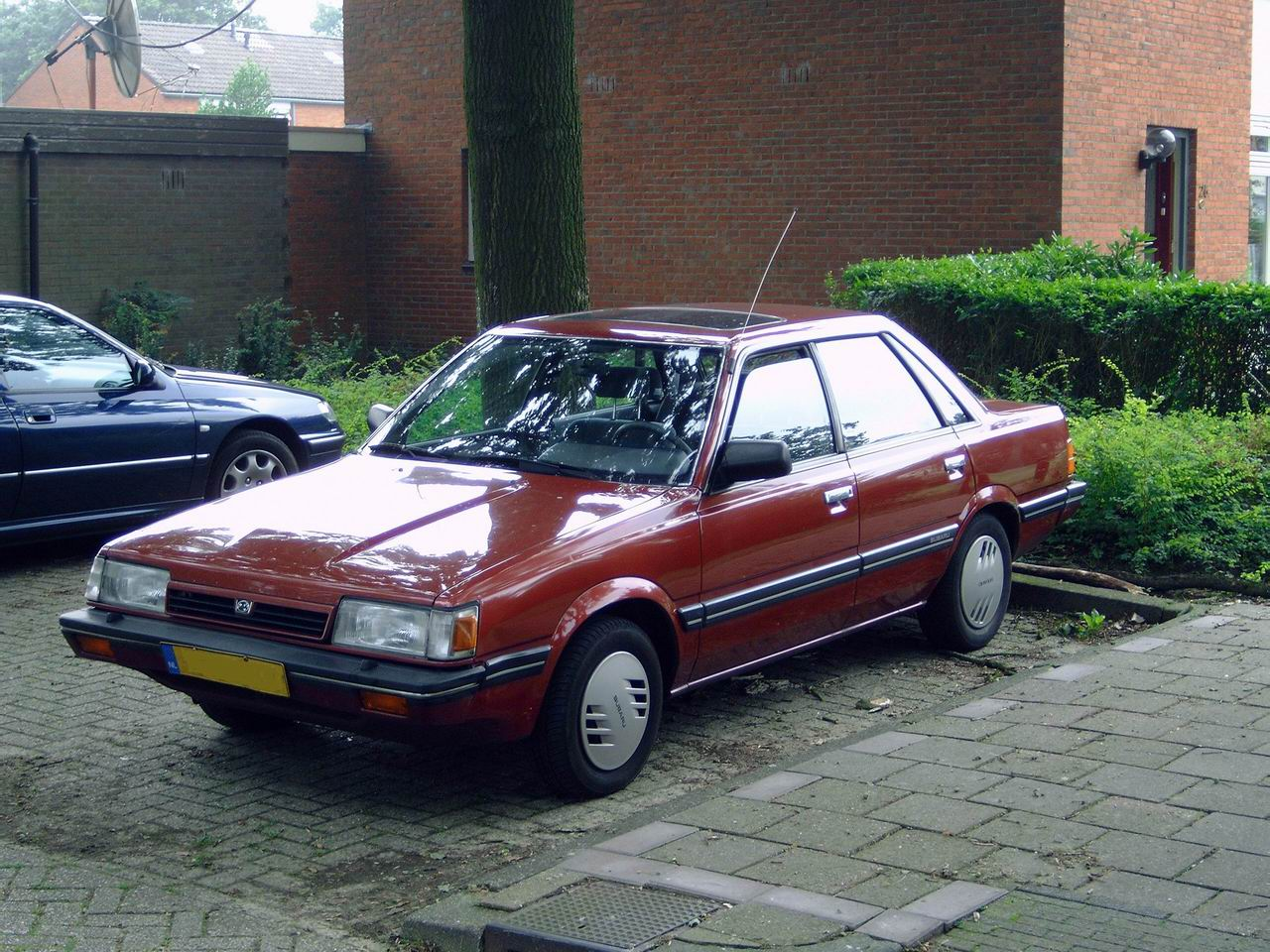
Subaru Leone sedan generation 3.

Subaru Leone var en bilmodell från Subaru som tillverkades mellan 1971 och 1994. Det var företrädaren till Subaru Legacy. Fanns även som kombi. 
Generation 2 var den första som kom till Sverige. Namnet Leone användes dock inte på den svenska marknaden. Den såldes som sedan, kombi (Station) och ”Super Station” som dessutom hade lågväxel. En pickup och en tredörrars halvkombi introducerades senare. Alla modeller hade fyrhjulsdrift som kopplades in med en spak mellan framstolarna. Eftersom mellandifferential saknades måste drivningen på bakhjulen kopplas ur vid körning på torrt underlag, annars snurrade bakhjulen och framhjulen med samma hastighet och motarbetade varandra i tvära kurvor. Kombimodellen användes en del i rallytävlingar - den klassade in i ”Standard B”, som krävde att bilen vägde 15 kg eller mer för varje hästkraft. Vanligaste modellen där var annars Saab 96. 
Generation 3 hade växt ordentligt i storlek men hade samma layout med boxermotor och inkopplingsbar fyrhjulsdrift. En turbomodell erbjöds nu. Man gjorde också om inkopplingen av fyrhjulsdriften så att den manövrerades elektriskt med en knapp på växelspaksknoppen. Detta system kom först på automatväxlade bilar men sedan även för manuellt växlade. Den nya modellen fanns som 4-dörrars sedan eller kombi. Pickupmodellen från generation 2 fortsatte tillverkas parallellt med den nya bilen. 